# Митинг пред храм-паметник „Свети Александър Невски“ на 18 ноември 1989 г.
Митингът на площада пред храм-паметника „Свети Александър Невски“ на 18 ноември 1989 г. е първата масова организирана проява, след като на 10 ноември 1989 г. принудително заговорниците Петър Младенов, Андрей Луканов и Добри Джуров свалят от власт на пленум на БКП – Тодор Живков.
Митингът е организиран от няколко неправителствени организации, като решението за това е взето в дома на Анжел Вагенщайн, режисьор и сценарист, член на БКП. Според по-късни твърдения на Вагенщайн идеята за провеждането му е дадена от Маркус Волф след провеждането на 1-милионния митинг в Берлин през октомври 1989 г., броени дни преди падането на Берлинската стена.
Оратори на митинга са Желю Желев, Петър Берон, Блага Димитрова, Александър Каракачанов, Едвин Сугарев, Любомир Собаджиев, Емил Кошлуков, Анжел Вагенщайн, Петко Симеонов, Петър Слабаков, Румен Воденичаров, Кирил Василев, Христофор Събев, Георги Мишев, Марко Ганчев, Константин Тренчев, Радой Ралин, Петър Гогов, Стефан Продев, Дамян Илиев. На трибуната не е допуснат Илия Минев, а Ангел Ангелов – Джендема, фронтмен на рок групата Джендема изпява първата българска песен на промяната – „Край на живота от самото начало“.
Говорилите на митинга не се обявяват открито за премахване на тоталитарния комунистически режим в страната, оставайки в рамките на дотогавашната реторика на режима за реформи в системата в духа на съветската Перестройка, като изразяват задоволство от отстраняването на Тодор Живков и дори дават „кредит на доверие“ на новоизбрания генерален секретар на ЦК на БКП – Петър Младенов. Някои от тях критикуват дейността на „Държавна сигурност“, а Анжел Вагенщайн директно призовава за разпускане на нейното Шесто управление (за „борба с идеологическата диверсия“).